# Mikhailo Orest
Mikhailo Orest ou Mykhaylo Orest, pseudônimo de Mykhaylo Zerov (1901 - 1963), poeta, tradutor, crítico literário e historiador de literatura.